# Sidayu (Gombong)
Sidayu is een bestuurslaag in het regentschap Kebumen van de provincie Midden-Java, Indonesië. Sidayu telt 2395 inwoners (volkstelling 2010).